# Kenneth Davidson
Kenneth "Ken" Davidson (San Anselmo, 26 de junio de 1919-Palm Beach, 14 de abril de 1988) fue un jugador y entrenador de baloncesto estadounidense que desarrolló la mayoría de su carrera en Chile. 

## Trayectoria
En 1942 dejó sus estudios en la Universidad Stanford y viajó a Chile para hacerse cargo del equipo de baloncesto de Universidad Católica. Con el propósito de mostrarle los movimientos tácticos a sus jugadores, decidió integrar el equipo y deslumbró con su talento. Fue considerado el mejor baloncestista que ha jugado en Chile.
Tras consagrarse campeón de la Asociación de Básquetbol de Santiago en 1942 fue a pelear la Segunda Guerra Mundial por su país. Su añoranza por la ciudad de Santiago y Universidad Católica era inmensa, al punto de confesar a su comandante que al final de la guerra festejaría el triunfo y su regreso a Chile. El regreso de Davidson, esta vez dedicado exclusivamente a su rol de entrenador, fue triunfal, sumando logros con Universidad Católica en la Asociación de Básquetbol de Santiago y en otros torneos, por ejemplo, el Cuadrangular universitario de 1954.
También dirigió a la selección chilena de baloncesto de 1943 a 1947, logrando un bronce en el Campeonato Sudamericano de 1947. Y más tarde también durante el Mundial de 1950, donde acabaron bronce, y el de 1954.